# Pseudeutropius moolenburghae
Pseudeutropius moolenburghae és una espècie de peix de la família dels esquilbèids i de l'ordre dels siluriformes.

## Morfologia
- Els mascles poden assolir 10 cm de longitud total.[4][5]

## Reproducció
És ovípar i els ous no són protegits.

## Alimentació
Menja larves d'insectes i petits invertebrats.

## Hàbitat
És un peix d'aigua dolça i de clima tropical.

## Distribució geogràfica
Es troba a Àsia: Sumatra i oest de Borneo.